# Porto da Folha
Porto da Folha là một đô thị thuộc bang Sergipe, Brasil. Đô thị này có diện tích 895,1 km², dân số năm 2007 là 26509 người, mật độ 29,62 người/km².